# Maximilian Heyß
Maximilian Heyß (* 12. August 1808 in Peuerbach; † 28. Juni 1867 in Wien) war ein österreichischer Jurist und Politiker.

## Leben
Als Sohn eines Postmeisters geboren, studierte Heyß Rechtswissenschaften in Erlangen und München. Während seines Studiums wurde er 1828 Mitglied der Alten Erlanger Burschenschaft Germania und 1830 der Burschenschaft Germania München. Im Zuge der Demagogenverfolgung wurde er wegen einer diesbezüglichen Untersuchung des Kreisgerichts München im Schwarzen Buch der Frankfurter Bundeszentralbehörde (Eintrag Nr. 704) festgehalten.
Nach seinem Studium war er 1844 Gutsbesitzer von Innernsee/Schloss Innersee und Hinterdobl. Für den Großgrundbesitzer war er 1861 Abgeordneter des ersten Oberösterreichischen Landtags, 1867 für den Wahlbezirk Ried. Von 1861 bis 1865 und 1867 war er Abgeordneter im Reichsrat, wo er unter anderem als Schriftführer und in mehreren Ausschüssen tätig war. Er war Landesgerichtsrat und Senatspräsident für Strafsachen am Wiener Landesgericht. Er arbeitete auch als beeideter Dolmetscher für Ungarisch und schrieb Beiträge in juristischen Zeitschriften.

## Ehrungen
- Franz-Joseph-Orden, Ritterkreuz